# Tuyas Hochzeit
Der chinesische Spielfilm Tuyas Hochzeit (Originaltitel: chinesisch 圖雅的婚事 / 图雅的婚事, Pinyin Túyǎ de hūnshì) aus dem Jahr 2006 spielt im nördlichen Autonomen Gebiet Innere Mongolei. Regisseur Wang Quan’an inszenierte den Film als Drama mit komischen Elementen und erzählt darin von traditionell lebenden Hirten, deren Lebensform durch den raschen wirtschaftlichen Wandel sowie durch Verstädterung und ökologische Probleme in Frage gestellt ist. Die Rolle der selbstbewussten Titelheldin besetzte Wang mit der chinesischen Berufsschauspielerin Yu Nan, für die übrigen Rollen wurden ortsansässige mongolische Laien engagiert. An der Kamera stand der Deutsche Lutz Reitemeier. Bei den 57. Internationalen Filmfestspielen in Berlin zeichnete die Jury das Werk mit dem Hauptpreis, dem Goldenen Bären aus. Am 23. August 2007 kam der Film in die deutschen Kinos.

## Handlung
Die mongolische Hirtin Tuya unterhält eine Schafherde. Sie muss nahezu allein für ihre zwei Kinder und ihren Mann Bater sorgen, der beim Versuch, einen Brunnen zu graben, verunglückt und seither behindert ist. Dabei geht sie jeden Tag an ihre Grenzen. Daneben liest sie auch mal ihren Nachbarn Sen’ge von der Straße auf, wenn er betrunken vom Motorrad gefallen ist. Der gutmütige Versager wird von seiner Frau betrogen und ist heimlich in Tuya verliebt. Eines Tages bricht sie unter der Arbeitslast zusammen und darf keine schwere körperliche Arbeit mehr verrichten. In dieser Lage kommt sie auf eine ungewöhnliche Lösung: Sie lässt sich von Bater scheiden und erklärt sich zu einer neuen Ehe bereit, sofern der Mann auch für Bater zu sorgen bereit ist.

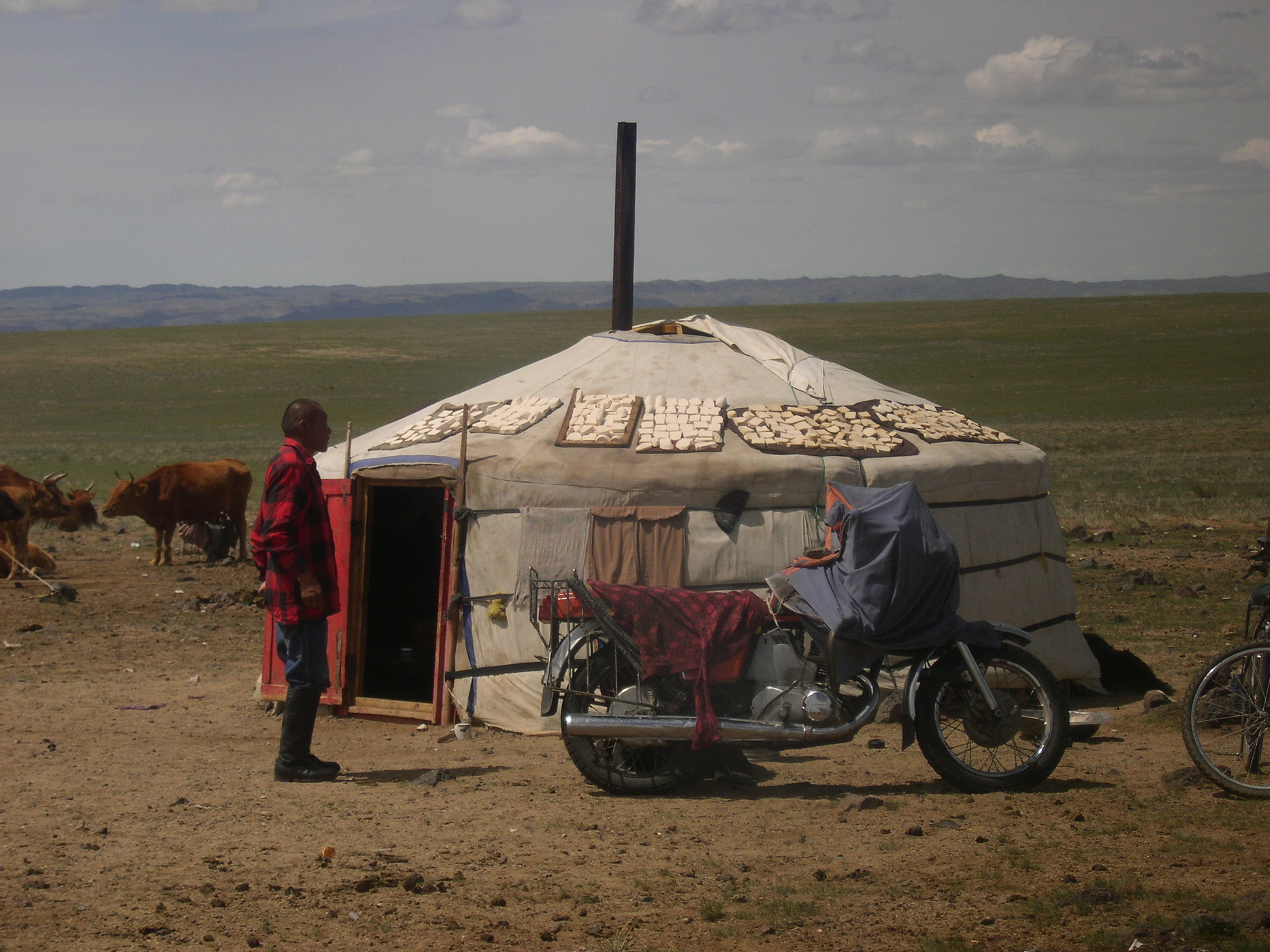
Mongolische Jurte

Zwar sprechen zahlreiche Interessenten bei ihr vor, doch wegen der gestellten Bedingung lehnen sie alle ab. Erst Baolier, ein ehemaliger Schulkamerad Tuyas, der im Ölgeschäft zu Reichtum gekommen ist, geht darauf ein. Er bringt Bater in einem Pflegeheim unter und hat für Tuya und ihre Kinder ein Leben in seiner Villa vorgesehen. Doch Bater, der zeitlebens in der Steppe gelebt hat, kommt mit dem Leben im Heim nicht zurecht und unternimmt einen Versuch, sich zu töten. Sen’ge rettet ihn und ruft Tuya zurück, die auf dem Weg in ihr neues Heim gewesen ist. Sie verzichtet auf die Ehe mit Baolier und kehrt mit Bater in ihre Jurte zurück. Für Tuya beginnt die beschwerliche Arbeit von Neuem. Um sie zu entlasten, beginnt Sen’ge, ihr hinter dem Haus einen Brunnen zu bauen, damit die anstrengende Arbeit der Wasserbeschaffung entfällt. Zunächst reagiert sie mit Unwillen auf seine Bemühungen. Schließlich macht er ihr einen offenen Heiratsantrag, ist aber tagsdrauf verschwunden, weil seine Ehefrau in einer nahen Stadt aufgetaucht ist. Darüber enttäuscht willigt Tuya freudlos dem Antrag eines plumpen, aber zu einer wohlhabenden Familie gehörenden Mannes ein, der sich einverstanden erklärt, für Bater zu sorgen. Bald nähert sich der Hochzeitstermin, die Schafherde ist verkauft, als plötzlich Sen’ge mit einem Lastwagen mit Bohrgerätschaften auftaucht. Er ist zu seiner Frau gefahren, um sich von ihr scheiden zu lassen. So kommt es doch noch zur Hochzeit Tuyas mit Sen’ge – die aber durch einen Streit zwischen Sen’ge und Bater getrübt ist. Tuya weint.

## Zum Werk

### Einordnung und Entstehung
Regisseur Wang Quan’an gehört der so genannten „sechsten Generation“ chinesischer Filmemacher an. Die Leistung der vorangegangenen fünften Generation bestand in der Überwindung des maoistischen Verständnisses von Film als Propagandamittel und der Wiederherstellung seines Ranges als Kunst und persönliche Vision. Ihr gehörten Künstler wie Chen Kaige und Zhang Yimou an, deren Werke ab Mitte der 1980er Jahre bis Ende der 1990er Jahre an westlichen Filmfestspielen viel Anerkennung fanden. Kennzeichnend waren historische Stoffe in geschliffener Ästhetik. Die sechste Generation kann darauf aufbauen, setzt aber auf einen ungekünstelten, dokumentarischen Stil und widmet sich dem Alltagsleben der Gegenwart. Diese Regisseure orientieren sich stark an europäischen Vorbildern wie dem italienischen Neorealismus und der Nouvelle Vague. Sie zeigen Figuren, meist Frauen, zwischen wirtschaftlichem Wachstum und Zukunftshoffnungen einerseits und persönlicher Unsicherheit und Not anderseits. Sowohl Wangs erster (2002) wie auch sein zweiter (2004) Spielfilm waren an der Berlinale zu sehen.
Der Film wurde privat finanziert, ohne Beteiligung des chinesischen Staats. Er zählt zu jenen kleinen Produktionen in China, die junge Filmemacher fernab staatlicher Strukturen, mit bescheidenen Mitteln und oft in der Provinz verwirklichen, um so eher von der Zensur in Ruhe gelassen zu werden. Die Kulturbehörde entsandte zwar Mitarbeiter zu den Dreharbeiten, doch hätten diese meist jungen Leute keine Aufsehermentalität, meinte Reitemeier. Eine eigentliche Zensur werde erst wirksam, wenn man den Film auf den Markt bringen oder für ein Festspiel im Ausland anmelden will. Die Hauptrolle ist mit Yu Nan, einer Berufsschauspielerin besetzt, die schon in Wangs beiden älteren Filmen eine Rolle innehatte. Um sich auf ihre Rolle vorzubereiten, lebte sie drei Monate bei einer mongolischen Hirtenfamilie, nahm deren Gestik an und lernte Pferd und Kamel reiten. Bei den anderen handelt es sich um Laiendarsteller, die Wang in der Umgebung des Drehorts rekrutierte. Sie treten im Film mit ihrem richtigen Namen auf. Wie Wang berichtete, war Sen’ge ein verheirateter Reiter mit einer Vorliebe fürs Süßholzraspeln, ein Zug, den Wang in die Erzählung einfließen ließ. Bater war tatsächlich körperbehindert. Sie sprechen allerdings nicht ihr gewohntes Mongolisch, sondern das in der Schule gelehrte Mandarin. Mit den Laien wolle er ein Maximum an Wirklichkeit erreichen, verriet Wang, doch benötige er zugleich eine professionelle Aktrice, die den dramatischen Aspekt zu zeigen fähig sei.

### Ein deutscher Kameramann
Tuyas Hochzeit war, neben Dokumentararbeiten, der vierte Spielfilm, den der deutsche Kameramann Lutz Reitemeier in China drehte, zugleich sein zweiter mit Regisseur Wang. Er verdiente mit dieser Arbeit etwa die Hälfte dessen, was er in Deutschland bekommen hätte, es standen ihm dafür mehr Assistenten zur Verfügung als in Deutschland üblich. Wang habe ihn deshalb eingesetzt, weil es in China kaum dokumentarisch geschulte Kameraleute gebe, denn im Zuge der Kulturrevolution seien zwar Propagandafilme, aber keine Dokumentarfilme gedreht worden. Wang selbst erklärte, im chinesischen Film werde der Mensch sehr weit weggeschoben, man sehe ihn nicht. In Tuyas Hochzeit sollte die Kamera möglichst nahe an die Protagonisten herankommen, so Reitemeier, das lerne man beim Dokumentarfilm. Bei emotionalen Szenen setzte er eine Handkamera ein, bei Landschaftsaufnahmen Kamerawagen und Kran. „Tendenziell habe ich die schönen Ansichten gesucht, die schneeverhangenen Berge im Hintergrund, während Wang Quan’an eher die Trockenheit der Wüste wollte.“ Er bewog Wang, dem westlichen Publikum zuliebe die schönen Landschaften dennoch zu zeigen. „Das chinesische Bildverständnis versucht, alles symmetrisch zu halten und die Personen in der Mitte zu platzieren. Wir im Westen vermeiden die Mitte.“ Eher ungewöhnlich für Filmemacher der sechsten Generation, konnte man auf 35-mm-Filmmaterial drehen – meistens müssen sie digital aufzeichnen, weil es kostengünstiger ist, fehlende Drehbewilligungen zu heimlichem Vorgehen zwingen und Film im staatlichen Kopierwerk entwickelt werden muss, was Eingriffe der Zensur ermöglichte. Wegen der niedrigen Temperaturen vor Ort befürchtete Reitemeier, die Perforation des Materials könnte in der Kamera brüchig werden. Er habe die Aufnahmen während des Drehs, fast drei Monate lang, nicht sichten können.

### Traditionelle Lebensform unter Modernisierungsdruck
In der Inneren Mongolei machen die Han-Chinesen etwa 80 Prozent der Bevölkerung aus, die ethnischen Mongolen stellen eine Minderheit von etwa 15 Prozent dar. Tuyas Hochzeit hat einen beinahe völkerkundlerischen Aspekt. Wie Wojtko analysierte, kann die vordergründig prächtige Zeichnung des einfachen Hirtenlebens die Vermutung nahelegen, Wang habe es verklären wollen. Tatsächlich werfe der Filmemacher aber grundsätzliche Fragen auf, die er offen lasse. Ebenso sahen einige Kritiker nicht in der Folklore einer Lebensform den Gegenstand des Films, sondern in ihrem allmählichen Verschwinden. Es ist „einer jener Filme, die überall spielen könnten, wo eine traditionelle, in Jahrhunderten gewachsene Kultur durch Einflüsse von außen zersetzt wird, in den vielen Übergangszonen, in denen die Welt von gestern auf die technische Zivilisation von morgen trifft.“ Teils wurde der Film so verstanden, er äußere Zweifel an der Moderne ebenso wie an der Tradition, teils stellte man fest, Wang wähle die Erzählperspektive der traditionellen Kultur und nehme für sie Partei.
Der Regisseur erläuterte den Hintergrund so: „Meine Mutter wurde nahe dem Drehort in der Inneren Mongolei geboren. Ich habe darum die Mongolen, ihre Lebensart und ihre Musik schon immer sehr gern gemocht. Als ich erfuhr, dass die gewaltige Ausbreitung der Industrie die Steppe immer wüstenähnlicher werden lässt und die örtliche Verwaltung die Hirten zwingt, ihre Weidegründe zu verlassen, beschloss ich, einen Film zu drehen, der alles dies festhält, bevor es endgültig verschwindet.“ Viele seien bereits in die Städte abgezogen. „Die materielle Verbesserung schafft nicht nur Glück. Der Film erzählt, was das wahre Glück ist. Die Geschichte spielt sich in der Mongolei ab, doch sie könnte sich überall in China ereignen. Alle arbeiten hart für ein besseres Leben, doch kann man noch glücklicher werden?“ Der wirtschaftliche Wandel sei für den einzelnen Chinesen brutal, weil er sich sehr schnell anpassen müsse; was im Westen über Jahrhunderte abgelaufen sei, dauere in China wenige Jahre. Insbesondere moralische Werte seien in sich zusammengefallen, und man müsse rasch neue wieder aufbauen. Er habe jedoch einen unaufdringlichen Film drehen wollen, der keine politische Deklaration sei.
Beiläufig wirft die Erzählung ein Licht auf die Folgen der chinesischen Ein-Kind-Politik, die zu einem demografischen Frauenmangel führte, ohne das Thema direkt anzusprechen. Der Männerüberschuss drückt sich in der Zahl der Buhler aus, die Tuya mit familiärem Gefolge die Aufwartung machen. Ebenfalls nebenbei führt er vor, wie die Versteppung von Weideland den Hirten das Überleben zunehmend erschwert.

### Überlebenskampf und Komik

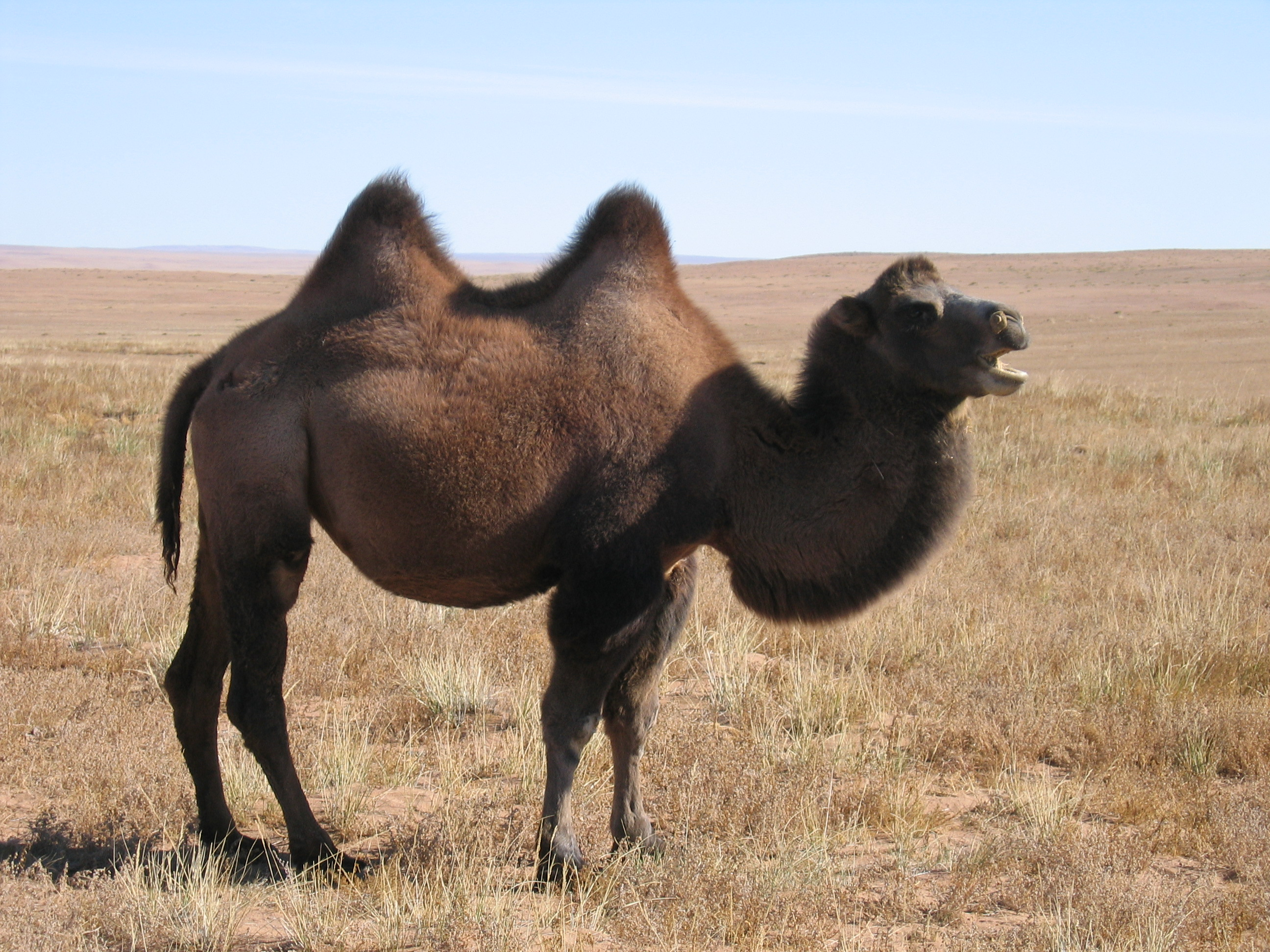
Ein Trampeltier in der Steppe.

Die Hauptfigur Tuya erinnerte einige Kritiker an Gong Li im Film Die Geschichte der Qiu Ju (1992). Auf ihr lastet die alleinige Verantwortung, das Überleben der Familie zu sichern. So wie sie ihr Trampeltier befehligt und die Schafherde antreibt, kommandiert sie resolut die Kinder und Männer. Als wichtigstes Ziel verfolgt sie, die Familie zusammenzuhalten. Sie habe „einfach ein zu gutes Herz“, handle „aus einer Liebe, die mit Verantwortung fast übereinstimmt, mit Fürsorge auch“. Doch für Gefühle und Romantik gibt es in der unwirtlichen Umgebung keinen Platz, es herrscht ein schlichter Pragmatismus vor. Für Tuya ist das Verhalten von Sen’ges Frau unannehmbar: „Eine Frau, die nicht arbeiten muss und den Ehemann betrügt, ist für die Hirtin eine Zumutung; ein Mann, der sich um den Verstand säuft, ein Narr.“ Ihr eigener Mann Bater, wenn auch zu körperlicher Arbeit kaum fähig, kümmert sich immerhin liebevoll um die Kinder. Die Invalidität ihres Mannes macht sie zu einer „freien“ Frau wider Willen. Wang verglich seinen Film mit dem Filmwerk Die Ehe der Maria Braun (1979) von Rainer Werner Fassbinder, das er als wichtig schätzt und das ihm viele Impulse gegeben habe. Tuya und Maria seien eigentlich ganz gewöhnliche Frauen, die in schwierigen Lagen größte Willensstärke an den Tag legten. So wie sich Fassbinders Maria im Wirtschaftswunder der Bundesrepublik unmittelbar nach dem Krieg bewähren muss, ist Tuya mit der Mühsal einer ähnlichen ökonomischen Umwälzung konfrontiert.
Der Film verbindet Komik mit Traurigem. Erstere zeigt sich insbesondere in der Sequenz mit den Besuchen der Heiratsinteressenten. Der Regisseur verlässt sich auf die Grundregeln der Komödie, indem er mit Shenge und Baolier zwei ernsthaft in Frage kommende, in ihrem Wesen und sozialen Status völlig gegensätzliche Bewerber antreten lässt. Der deutsche Verleihtitel betont diese Seite des Films, dessen Originaltitel „Tuyas Heirat“ bedeutet, und rückt ihn in die Nähe von Komödien wie Muriels Hochzeit (1994). Der Schluss der Erzählung fällt ambivalent aus und zeigt Tuya weinend, in einem „herzzerreißend seelenmondfinsteren Happy End“.

## Kritik
Der „kleine, großartige“ Film habe den Goldenen Bären verdient, meinte der film-dienst zur Inszenierung, denn er habe einen „Stoff für das ganz große Kino und besitzt dabei die seltene Gabe, diesen wunderbar bescheiden, nah am Leben zu präsentieren.“ Er erzähle die abwechslungsreiche, überraschende und dennoch stimmige Handlung auf eine stille, reduzierte Weise. „(…) insgesamt gerät der formale Minimalismus nicht zum artifiziellen Selbstzweck oder umgekehrt zum technischen Manko. Die distanzierte, schnörkellose Inszenierung entwächst der Welt, von der sie erzählt.“ Ähnlich schätzte die Frankfurter Allgemeine Zeitung den Erzählstil ein. Wang romantisiere die Armut nicht und „löst (…) das Geschehen in knappe und treffende Szenen auf, die vieles andeuten, ohne allzu viel auszusprechen.“ Auch die Frankfurter Rundschau fand, „sein auf einfache Effekte bedachter Stil passt sich auf bewegende Weise den Anforderungen von Natur und Leben an.“ Allerdings gerate der Film an manchen Stellen ins Schlingern, wenn er die Verführbarkeit der Frauen kritisiere oder ein verzichtbares schäbiges Bild des städtischen Lebens entwerfe. Fanden die meisten Kritiker den Erzählstil „kurzweilig“, „dicht“, „flott“ oder vorantreibend, so vermisste Ray das nötige Tempo und bemängelte zu viele Wendungen.
Yu Nan, die Tuya verkörpert, sei „überwältigend intensiv“ und trage den Film, mit einer ganzen Skala von Emotionen. Ihre Tuya ist gezwungen zu heiraten: „Dabei zuzusehen, wie sich ihr Widerstand unter dem Druck der Verhältnisse in wilden Trotz verwandelt, wie sie einknickt und wieder aufbegehrt und sich schließlich auf listige Weise ins Unvermeidliche fügt, ist das eigentliche Spektakel dieses Films.“ (F.A.Z.) Über die Laiendarsteller äußerte sich die Neue Zürcher Zeitung: „Ihr mangelndes schauspielerisches Ausdrucksvermögen zeigt sich nur in wenigen emotional dichteren Momenten und kommt im Übrigen dem dokumentarischen Gestus des Films auch entgegen.“ Cinema wünschte dem „anrührenden und humorvollen“ Drama ein großes Publikum. Die Gefühlswelt der sympathischen Figuren unterschiede sich trotz exotischer Kulisse kaum von unserer.
Im Vergleich zu Wangs zwei früheren Werken, fiel epd Film auf, seien die Erzählstrukturen linearer und die Bilder gefälliger geworden. Zwei Kritiken zogen Vergleiche mit dem Märchenfilm Die Geschichte vom weinenden Kamel (2003). Tuyas Hochzeit unterscheide sich ästhetisch davon, da Gesichter und Körper stärker im Mittelpunkt stünden als folkloristische „Stimmungsmalerei“ (Die Presse). Die NZZ stellte fest, Wang schaffe anders als in üblichen Mongolei-Filmen wie dem Weinenden Kamel oder Urga keine Idylle, vielmehr zeige er in einprägsamen Bildern den Kampf ums Überleben. Andere sprachen von der „einfachen, kunstvoll-ungekünstelten Schönheit der Bilder“, sahen den „schöne[n] Beweis, dass man auch in einer kargen Landschaft schwelgen kann“, erbracht, oder fanden, „das herbe Land und der hohe Himmel“ verliehen den Bildern Größe.
Der unsentimentale Wang lasse keine Illusionen darüber zu, dass das mongolische Nomadenleben dem Untergang geweiht sei, interpretierte Der Spiegel. Dass der Film „bedauerlich, doch unumgänglich“ auf Mandarin gedreht ist, erklärte er mit den Chancen beim Publikum in der Inneren Mongolei, wo die Mongolen eine Minderheit von weniger als 20 Prozent sind. Hingegen sah Die Presse darin einen Mangel an Sensibilität gegenüber der Bevölkerung. Der Streifen habe „einen unangenehmen politischen Beigeschmack, da er eine Minderheit zum erfolgreichen Exportgut aufmascherlt.“

## Auszeichnungen
An der Berlinale 2007 verlieh die Jury unter Vorsitz von Paul Schrader Tuyas Ehe, wie der Film dort noch tituliert wurde, den Goldenen Bären für den besten Film. Schrader nannte ihn „einen stillen, aber kraftvollen Film“ mit „wunderschönen Landschaftsbildern der Mongolei“. Außerdem erhielt er den Preis der Ökumenischen Jury zugesprochen. Bei den Internationalen Filmfestspielen von Chicago gab es den „Silbernen Hugo“ in der Kategorie „Beste Schauspielerin“ für Yu Nan sowie den Spezialpreis der Jury für Wang Quan’an.

### Gespräche
- Mit Lutz Reitemeier in der Welt, 25. August 2007, S. 24: „Am ersten Drehtag wird die Kamera geweiht“
- Mit Lutz Reitemeier in der Berliner Zeitung, 23. August 2007, Kulturkalender S. 2: Die Funktionäre spielten mit

### Kritikenspiegel
Positiv
- film-dienst Nr. 17/2007, S. 26, von Stefan Volk: Tuyas Hochzeit
- Frankfurter Allgemeine Zeitung, 22. August 2007, S. 29, von Andreas Kilb: Ich brauche keinen Dschingis Khan
- Neue Zürcher Zeitung, 17. August 2007, S. 39, von Christoph Egger: Tuyas Ehen, Tuyas Heirat
- Der Spiegel, 20. August 2007, S. 152, von Urs Jenny: Braut zu verkaufen
- kinozeit.de, August 2007 von Katrin Knauth: Tuyas Hochzeit – Jenseits der Zeit
- Die Welt, 23. August 2007, S. 29, von Heike Kühn: Der Himmel über der Mongolei

Eher positiv
- Cinema Nr. 9/2007, S. 67: Tuyas Hochzeit[26]
- epd Film Nr. 8/2007, S. 32–33, von Gerhard Midding: Tuyas Hochzeit
- Frankfurter Rundschau, 23. August 2007, S. 33, von Michael Kohler: Eine Komödie der Vergeblichkeit
- Die Presse, 10. Dezember 2007, von Markus Keuschnigg: Das Minderheiten-Mascherl der Mongolin
- Ray, Nr. 12/2007, von Andreas Ungerböck: Tuyas Hochzeit

### Übrige Beiträge
- Nikolai Wojtko: Allein zwischen zwei Männern. In: Margrit Fröhlich, Klaus Grenenborn, Karsten Visarius: Made in Chna. Das aktuelle chinesische Kino im Kontext gesellschaftlicher Umbrüche. Schüren, Marburg 2009, ISBN 978-3-89472-688-1, S. 126–137